# Ranunculus ololeucos
Ranunculus ololeucos J.Lloyd – gatunek rośliny z rodziny jaskrowatych (Ranunculaceae Juss.). Występuje naturalnie w Europie Zachodniej i Północnej. 

## Rozmieszczenie geograficzne
Rośnie naturalnie we Francji, Belgii, Holandii, północnej części Niemiec, w Danii, Szwecji, zachodniej części Hiszpanii oraz we Włoszech. We Francji został zaobserwowany w departamentach Allier, Aveyron, Cantal, Charente-Maritime, Cher, Corrèze, Côtes-d’Armor, Creuse, Żyronda, Ille-et-Vilaine, Indre i Loara, Landy, Loir-et-Cher, Loara Atlantycka, Loiret, Maine i Loara, Manche, Mayenne, Morbihan, Nièvre, Orne, Pireneje Atlantyckie, Pireneje Wschodnie, Saona i Loara, Sekwana i Marna, Yvelines, Deux-Sèvres, Vienne, Haute-Vienne oraz Essonne. Prawdopodobnie gatunek ten występuje również w departamentach Finistère, Gers, Oise i Wandea, natomiast wyginął w Charente oraz Sarthe. 

## Morfologia
PokrójRoślina jednoroczna o zwykle owłosionych pędach. Dorasta do 20–50 cm wysokości.
LiścieLiście zanurzone są porozcinane w paski, natomiast te na powierzchni wody mają nerkowaty kształt. Są potrójnie klapowane. Brzegi są karbowane. Osadzone są na ogonkach liściowych dłuższych niż same liście. Mają przylistki.
KwiatyMają białą barwę. Płatki mają owalnie podłużny kształt. Dorastają do 6 mm długości i są dwa razy dłuższe niż działki kielicha.
OwoceNagie niełupki o długości 1–2 mm. Tworzą owoc zbiorowy – wieloniełupkę o jajowatym lub kulistym kształcie i dorastającą do 3–7 mm długości.
Gatunki podobneRoślina jest podobna do R. tripartitus, ale ma większe kwiaty z białymi płatkami.

## Biologia i ekologia
Rośnie w stawach i rowach. Kwitnie od maja do lipca. Preferuje stanowiska w pełnym nasłonecznieniu. Dobrze rośnie na glebach o lekko kwaśnym odczynie. Roślina jest owadopylna. Nasiona rozprzestrzeniają się hydrochorycznie. 